# Complemento indirecto
El objeto indirecto (OI) (en gramática tradicional, complemento indirecto) es un constituyente sintáctico regido por un verbo transitivo, generalmente no obligatorio, cuya interpretación semántica o referente designado es un receptor, destinatario o benefactor de la acción expresada por el verbo. Corresponde al beneficiario o perjudicado por la acción del sujeto (caracterización semántica), siendo más a menudo persona que cosa.

## Complemento indirecto en español

### Forma general
En español, como en varios otros idiomas romances, el OI se introduce mediante la preposición a cuando el objeto indirecto es un sintagma nominal. Los complementos introducidos con para tienen un significado similar, pero se tiende a considerarlos distintos a un objeto indirecto porque no pueden ser sustituidos por un pronombre. Cuando el OI es pronombre clítico átono (me, te, se, le, ...), no lleva preposición. El OI también puede consistir en una forma pronominal tónica de dativo (u oblicua) precedida de preposición (a mí, a ti, a él...).
Juan dio el libro a Pedro.
(1) Juan le dio el libro.
(2) Juan se lo dio.
Dado que tanto el objeto directo de personas como el indirecto pueden ser introducidos por la preposición a, se pueden confundir en el análisis ambos tipos. Para establecer de qué tipo de objeto se trata, pueden hacerse varias pruebas de constituencia, como tratar de pasivizar la frase o hacer una substitución mediante pronombres clíticos.
El objeto indirecto le / les de (1) pasa a ser el se de (2), al seguirle un objeto directo (OD) de segunda persona formal o de tercera persona; es decir, si le sigue uno de los siguientes pronombres (lo, los, la, las) el OI se combina con el OD en las combinaciones indivisibles se lo, se los, se la, se las, procedentes de las formas medievales gelo, gelos, gela, gelas:
(1) Le voy a comprar el vestido.
(2) Se lo voy a comprar. / *Le lo voy a comprar.
En (1), le es el OI y el vestido el OD, mientras que en (2), el OI es se y lo es el OD.

### Formas alternativas
El complemento indirecto puede aparecer dos veces para especificar más información:
Le di un regalo.
Le di un regalo a Paquita, la hija de mi sobrina.
Otras veces el complemento indirecto reviste un gran valor enfático, porque señala el especial interés que el hablante toma por la acción; en esos casos puede suprimirse, pero la frase pierde emotividad:
No me cruces la calle - No cruces la calle.
Se me comió un pollo entero - Se comió un pollo entero.
Este niño no me trabaja - Este niño no trabaja.
Son los casos denominados dativo ético y simpatético (el OI también suele llamarse dativo por el morfema de caso correspondiente en el latín; en esa lengua, cualquier verbo que llevaba preposición como prefijo ante su lexema podía llevar o regir dativo).

### Significado
Los pronombres de OI representan a la persona (o personas) a quien se hace una acción. El uso más común es para referirse a personas. También es posible usar estos pronombres para referirse a cosas inanimadas. Por ejemplo:
Le eché agua a la sopa.
Muchos autores consideran que el sintagma precedido por la preposición para no es OI, sino complemento circunstancial de finalidad, aunque la gramática tradicional estimaba que era OI debido a que parece que puede ser substituido por clíticos de dativo en ocasiones:
(1) Las recogí para ti / Te las recogí.
(2) Las coleccioné para ti / *Te las coleccioné.
Está claro que aunque en (1) parece que las dos oraciones pueden tener el mismo significado, en (2) la substitución por el clítico te conduce a una oración agramatical. Otra evidencia que muestra que muchos sintagmas introducidos mediante para no son complementos indirectos es cuando aparece otro complemento más, como en (3):
(3a) Han traído un sobre para Pedro.
(3b) Le han traído un sobre a Luis, para Pedro.

### ¿Cómo distinguir el complemento indirecto?
Existen varias pruebas sintácticas y semánticas para determinar si un complemento introducido mediante la preposición a es un OD o un OI, o incluso otro tipo de complemento:
- Sustitución por un pronombre clítico o un pronombre más preposición. Si se deja sustituir por lo, y solo por ese complemento, es un OD.
- Doble objeto: cuando existen dos complementos, uno de objeto inanimado y otro de persona introducido por a, el primero es directo y el segundo, indirecto (en ocasiones, un único complemento de persona precedido por a también puede ser OD).
- Voz pasiva: si un complemento admite su enfoque a sujeto mediante la pasiva, es un OD.

La primera prueba funciona así: se toma el complemento introducido por la preposición a y se busca un pronombre (le, a él...) que pueda sustituirlo sin que cambie el significado:
(1a) Llevó flores a su madre.
(1b) Le llevó flores.
(2a) Esto me asusta.
(2b) A mí, esto me asusta.
Las frases (1a) y (1b) tienen el mismo significado y el hecho de que el segundo constituyente sea substituible por un pronombre de dativo (le) indica que se trata de un OI. Cuando tenemos un clítico me, te, os como en (2a) y (2b), si es posible "reforzar" ese clítico enfáticamente mediante a mí, a ti... entonces, el pronombre clítico hace de OI. Debido a la existencia de loísmo y leísmo en ciertas variedades de español, la sustitución por clíticos no siempre es una ayuda útil para los hablantes de esas zonas particulares para determinar si un objeto es un directo o un indirecto:
(3) Perdonó la vida a sus adversarios / les perdonó la vida.
(4) Perdonó a sus rivales las ofensas proferidas / Les perdonó [las ofensas] / *Los perdonó  [las ofensas].
En (3), está claro que a sus adversarios sólo puede ser un OI, ya que está detrás de otro complemento del mismo verbo, que es el OD. Sin embargo, (4) es más complicada: en español normativo. La única forma clítica correcta en (4) es la que usa les, aunque en los dialectos loístas, la forma con los (marcada con asterisco) también es posible. Por otra parte, en los dialectos leístas (como en algunas variedades de España), resulta posible substituir algunos OD de persona por clíticos de dativo:
(5) He visto a tu padre en la calle / Lo vi en la calle / Le vi en la calle.
En (5), la parte en negrita denota de hecho a un OD, pero en el español de algunas regiones de España, puede ser sustituido no solo por lo sino también por le —siempre que el OD se refiera a un ser humano, masculino y singular: hombre, chico, amigo, vecino, ex—, por lo que esta prueba sintáctica en general no ayuda a los hablantes de esta variedad en frases como (5).
La segunda prueba puede contrastarse en (6a) y (6b). En la primera, el complemento en negrita es un OD, mientras que en la segunda, es un OI:
(6a) Llevó a su madre.
(6b) Llevó flores a su madre.
La tercera prueba funciona formando una oración en pasiva equivalente:
(7a) Le entregó la carta a Luis.
(7b) La carta le fue entregada a Luis.
(7c) *Luis fue entregado la carta.
El hecho de que en (7b) la carta sea sujeto prueba que en (7a) es un OD, ya que en español sólo los OD pueden pasar a sujeto mediante pasivización. La oración (7c) no es posible en español, aunque en inglés sí existen frases con esa estructura; de hecho, en inglés el equivalente de (7a) admite una pasiva de la forma (7b) [The letter was given to Luis] y otra de la forma (7c) [Luis was given the letter]. También existen lenguas donde la pasivización no es siempre una prueba desambiguante, ya que en los dialectos loístas pueden surgir confusiones:
(8a) Perdonó a sus rivales / Sus rivales fueron perdonados.
(8b) Perdonó la vida a sus rivales / La vida les fue perdonada, a sus rivales.
La oración (8a) sugiere que sus rivales son OD, pero (8b) sugiere que no es así, por lo que no está claro que se trate que el verbo arriba y abajo esté funcionando con la misma valencia y la prueba sintáctica es ambigua.

## Complemento indirecto en inglés
La caracterización del OI en inglés es más complicada que en español porque no existen pronombres clíticos específicos para el OI, como sucede en español que cuenta con las formas de dativo le, les. Además, el OD puede tomar la posición del OI (sin su preposición):
(1a) Peter gave the book to Mary [= S V CD CI].
Pedro dio el libro a María [= S V CD CI].
(1b) Peter gave Mary the book.
Pedro dio el libro a María.
En español, la presencia de la preposición a marca de manera inambigua el OI en las oraciones anteriores, pero en inglés el OD y el OI solo pueden establecerse bajo criterios semánticos, no sintácticos. Además, en inglés en ciertas oraciones el complemento caracterizado semánticamente como benefactor admite pasivización como en (2b) a diferencia del español: 
(2a) The book was given to Mary (by Peter).
El libro (le) fue dado a María (por Pedro).
(2b) Mary was given the book (by Peter).
[Semánticamente equivalente a (1b), no admite traducción literal al español].
Por esas razones, en inglés algunos autores[cita requerida] proponen hablar de primer y segundo objeto, admitiendo algunos verbos construcciones alternativas (1a) y (1b). En (1a), el benefactor hace de segundo objeto, mientras que en (1b) el benefactor hace de primer objeto.

## Abreviatura
- SN sintagma nominal,
- SD sintagma determinante,
- SV sintagma verbal,
- N nombre, adjetivo o pronombre,
- V verbo,
- P preposición,
- C complemento sintáctico (complemento),
- CD complemento directo
- CI complemento indirecto
- CP construcción preposicional
- D determinante

- Datos: Q1094061